# Mistrovství světa v orbě
Mistrovství světa v orbě je mezinárodní soutěž, která se koná každoročně od roku 1953. 
V roce 2005 proběhlo poprvé i v České republice.
Soutěží se v orbě s dvouradličními pluhy ve dvou disciplínách. Hodnotí se kvalita a přesnost orby.

## Místa konání
1. 1953 Kanada, Cobourg, Ontario
2. 1954 Irsko, Killarney
3. 1955 Švédsko, Uppsala
4. 1956 Anglie, Shillingford, Oxford
5. 1957 USA, Feebles, Ohio
6. 1958 Německo, Honenheim, Stuttgart
7. 1959 Severní Irsko, Armoy, Antrim
8. 1960 Itálie, Tor Mancina, Řím
9. 1961 Francie, Grignon, Paříž
10. 1962 Nizozemsko, Dronten, East-Flevoland
11. 1963 Kanada, Caledon, Ontario
12. 1964 Rakousko, Fuchsenbigl, nedaleko Vídně
13. 1965 Norsko, Ringerike
14. 1967 Nový Zéland, Christchurch
15. 1968 Rhodesie (dn. Zimbabwe), Salisbury (dn. Harare)
16. 1969 Jugoslávie (dn. Srbsko), Bělehrad
17. 1970 Dánsko, Horsens, 25. – 26. září
18. 1971 Anglie, Taunton, Somerset
19. 1972 USA, Mankato, Minnesota
20. 1973 Irsko, Wexford
21. 1974 Finsko, Helsinki
22. 1975 Kanada, Oshawa, Ontario
23. 1976 Švédsko, Bjertorp, Vara
24. 1977 Nizozemsko, Flevohof, Biddinghuizen, 7. – 8. října
25. 1978 Německo Wickstadt, nedaleko Friedbergu
26. 1979 Severní Irsko, Limavady
27. 1980 Nový Zéland, Christchurch
28. 1981 Irsko, Wexford
29. 1982 Austrálie, Longord, Tasmánie, 14. – 15. června
30. 1983 Zimbabwe, Harare
31. 1984 Spojené království, Horncastle, Lincolnshire
32. 1985 Dánsko, Sdr. Naera, Fyn, 20. – 21. září
33. 1986 Kanada, Olds, Alberta
34. 1987 Rakousko, Marchfeld
35. 1988 USA, Amana, Iowa, 7. – 10. září
36. 1989 Norsko, Kleppe
37. 1990 Nizozemsko, Zeewolde, Flevoland, 14. – 24. září
38. 1991 Severní Irsko, Myroe, Limavady, 13. – 23. září
39. 1992 Španělsko, Albacete, 22. května – 3. června
40. 1993 Švédsko, Vastraby Gard, Helsingborg, 3. – 13. září
41. 1994 Nový Zéland, Outram, 8. – 18. května
42. 1995 Keňa, Egerton University, Njoro, 11. – 22. listopadu
43. 1996 Irsko, Oak Park, Carlow, 29. září –9. října
44. 1997 Austrálie, Geelong, Victoria, 4. – 13. dubna
45. 1998 Německo, Altheim/Landshut, 28. srpna – 8. září
46. 1999 Francie, Pomacle, 12. – 21. září
47. 2000 Anglie, Lincoln, 11. – 25. září
48. 2001 Dánsko, Eskjær, 11. – 25. září
49. 2002 Švýcarsko, Bellechasse, 2. – 11. září
50. 2003 Kanada, Guelph, Ontario, 15. –25. srpna
51. 2004 Severní Irsko, Ballykelly, Limavady, 27. srpna – 6. září
52. 2005 Česko, Praha-Suchdol, 9. – 19. září
53. 2006 Irsko, Tullow, 29. - 30. září
54. 2007 Litva, Kaunas, 7. - 17. září
55. 2008 Rakousko, Zámek Grafenegg, 8. - 18. srpna
56. 2009 Slovinsko, Moravske Toplice, 28. srpna - 7. září
57. 2010 Nový Zéland, Methven, 14. - 18. dubna
58. 2011 Švédsko, Lindevad
59. 2012 Chorvatsko, Biograd na Moru
60. 2013 Kanada, Olds, Alberta
61. 2014 Francie, Bordeaux, 5. - 6. září
62. 2015 Dánsko, Vestbo, 3. - 4. října
63. 2016 Anglie, Crockey Hill, 10. - 11. září
64. 2017 Keňa
65. 2018 Německo, Kirchentellinsfurt, 1. - 2. září
66. 2019 USA
67. 2020 Rusko
68. 2021 Irsko
69. 2022 Litva
70. 2023 Severní Makedonie
71. 2024 Norsko
72. 2025 Česko
73. 2026 Estonsko
74. 2027 Slovinsko
75. 2028 Nový Zéland
76. 2029 Jihoafrická republika
77. 2030 Chorvatsko
78. 2031 Rakousko
79. 2032 Maďarsko
80. 2033 Španělsko
81. 2034 Francie
82. 2035 Nizozemsko
83. 2036 Dánsko
84. 2037 Kanada

## Zobrazení v literatuře a filmu
Otec dvou dětí, které jsou hlavními hrdiny dětské knihy Bohumila Říhy Adam a Otka, se podle knihy stal v době jejich návštěvy u příbuzných v Praze mistrem světa v orbě. Podle knihy byl natočen stejnojmenný film.